# Freiberger
Il Freiberger (in lingua svizzero-tedesca) conosciuto anche come Franches-Montagnes (per francesi e italiani), è una razza di cavalli originaria dei rilievi del Giura, nel Nord-Ovest della Svizzera. Rustico e docile, è una delle razze che nel corso degli anni ha aumentato il suo valore, é adatto sia al lavoro che al divertimento.

## Origini
L'antico Freiberger era un cavallo da tiro, usato per lavori agricoli, ottenuto da un miscuglio di razze da tiro europee. Nel tempo è stato alleggerito e ingentilito, ricorrendo a stalloni Anglo-Normanni, Arabi e Purosangue inglese. Oggi è diventato un cavallo di tipo meso-brachimorfo, energico, docile, con buona volontà, polivalente, adatto alla sella e al tiro medio-leggero.

## Caratteristiche
- Tipo : Meso-brachimorfo
- Altezza : 1,52 - 1,61 m.
- Mantello : Baio, sauro, roano
- Impiego : sella, tiro leggero, lavori agricoli

## Utilizzo

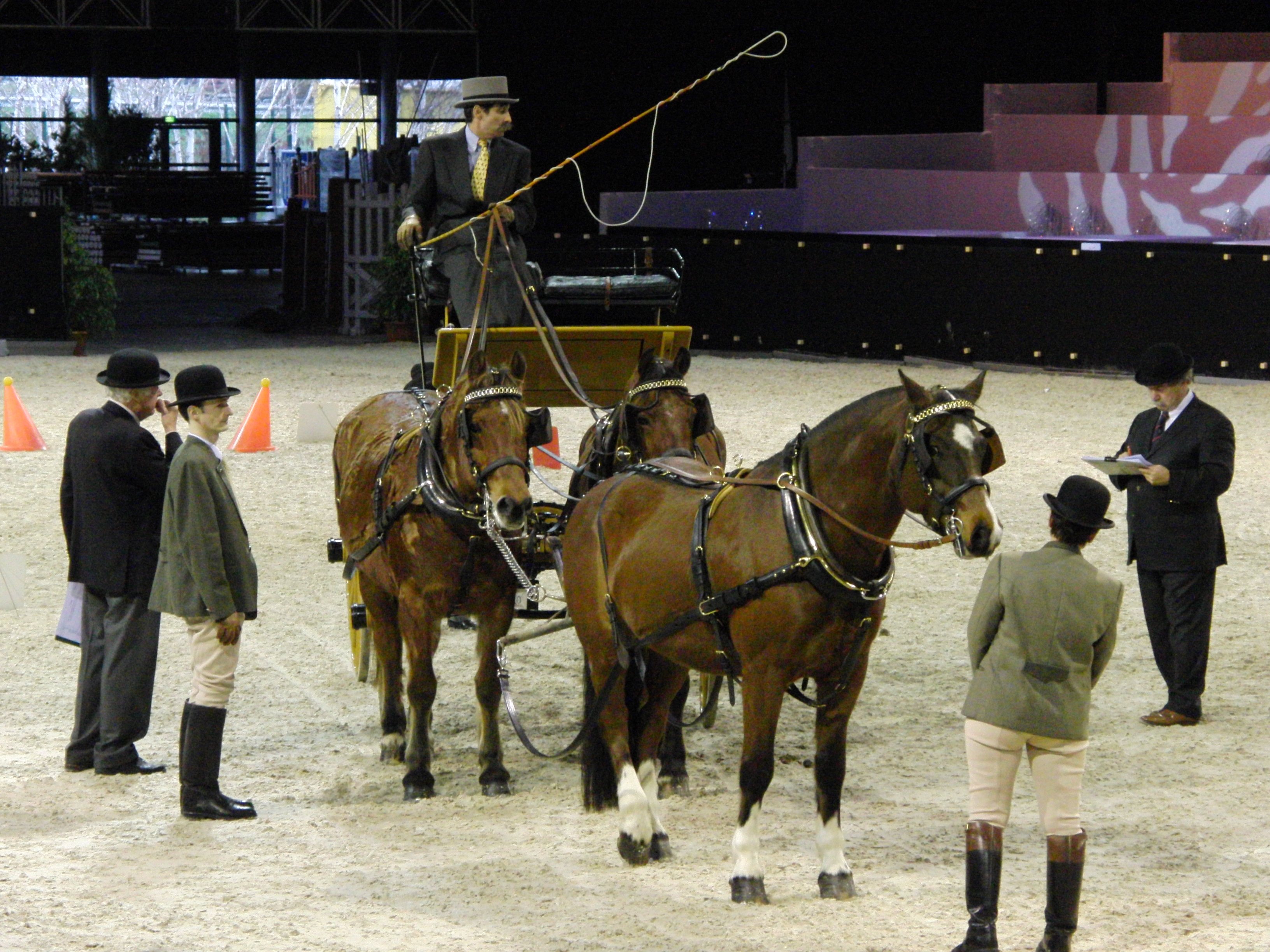
Franches-Montagnes agli attacchi

La Svizzera tiene in grande considerazione il Freiberger e ne favorisce l'allevamento con incentivi economici. Viene impiegato in silvicoltura, per il disboscamento di terreni difficilmente accessibili. Attualmente è molto apprezzato nel turismo equestre e, in ambito ricreativo, negli attacchi. 

Tutt'oggi l'esercito svizzero lo utilizza per il trasporto di materiali di artiglieria in zone impervie. Anche l'Esercito italiano lo impiega per trainare i vecchi cannoni da 75/27 Mod. 1912, ancora in uso presso la "Sezione storica" del Reggimento Voloire. 

In Italia ed in particolare sugli Appennini (cavallo Appenninico), il Franches-Montagnes è allevato essenzialmente per la produzione di carne equina.
Ogni anno, in agosto, a Saignelégier (CH) si svolge una mostra-mercato dedicata a questa razza.